# Zemětřesení v Lisabonu 1755

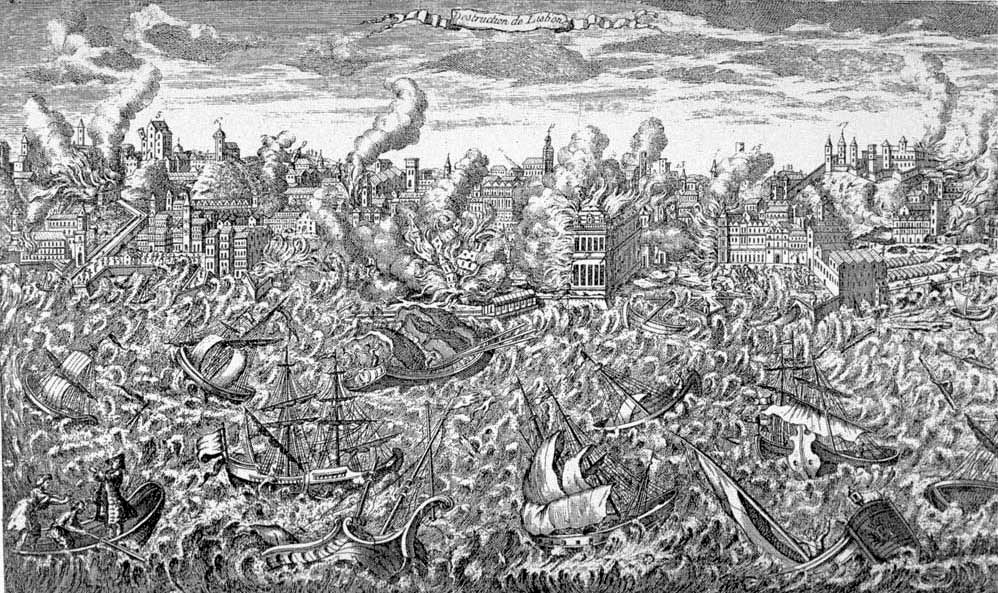
Mědiryt zachycující zemětřesení v Lisabonu

Lisabonské zemětřesení z 1. listopadu 1755, následované rozsáhlými požáry a tsunami, téměř zničilo portugalské hlavní město Lisabon. Zahynulo při něm 60 000 až 100 000 lidí a je jednou z nejničivějších přírodních katastrof v evropských dějinách. Síla zemětřesení byla okolo 8,5 až 9 stupňů a bylo patrně jedním ze šesti nejsilnějších zemětřesení všech dob. Epicentrum bylo pravděpodobně 200 km jihozápadně od mysu svatého Vincence v Atlantském oceánu.
Zemětřesení mělo značný dopad na politiku, kulturu a vědu. Jeho následky v Portugalsku vedly k vyostření domácího napětí a ke zlomu v budování koloniální říše. Mezi osvícenskými filozofy vyvolalo četné diskuse a znovu nastolilo problém teodiceje, tedy otázku, jak může dobrotivý Bůh dopustit zlo ve světě. Mimořádnou událost začali zkoumat vědci a položila základy moderní seismologie.

## Zemětřesení a tsunami

### Příčina
Geologická příčina zemětřesení a tsunami je stále sporná. Za nejpravděpodobnější příčinu seismologové považují desková tektonika azorsko-gibraltarské zlomové zóny, kde se střetává africká a euroasijská tektonická deska. Vzhledem ke zvláštní situaci v této lokalitě může docházet k mohutným vertikálním pohybům, které mohou vyvolat obzvláště silné tsunami.

### Škody v Lisabonu

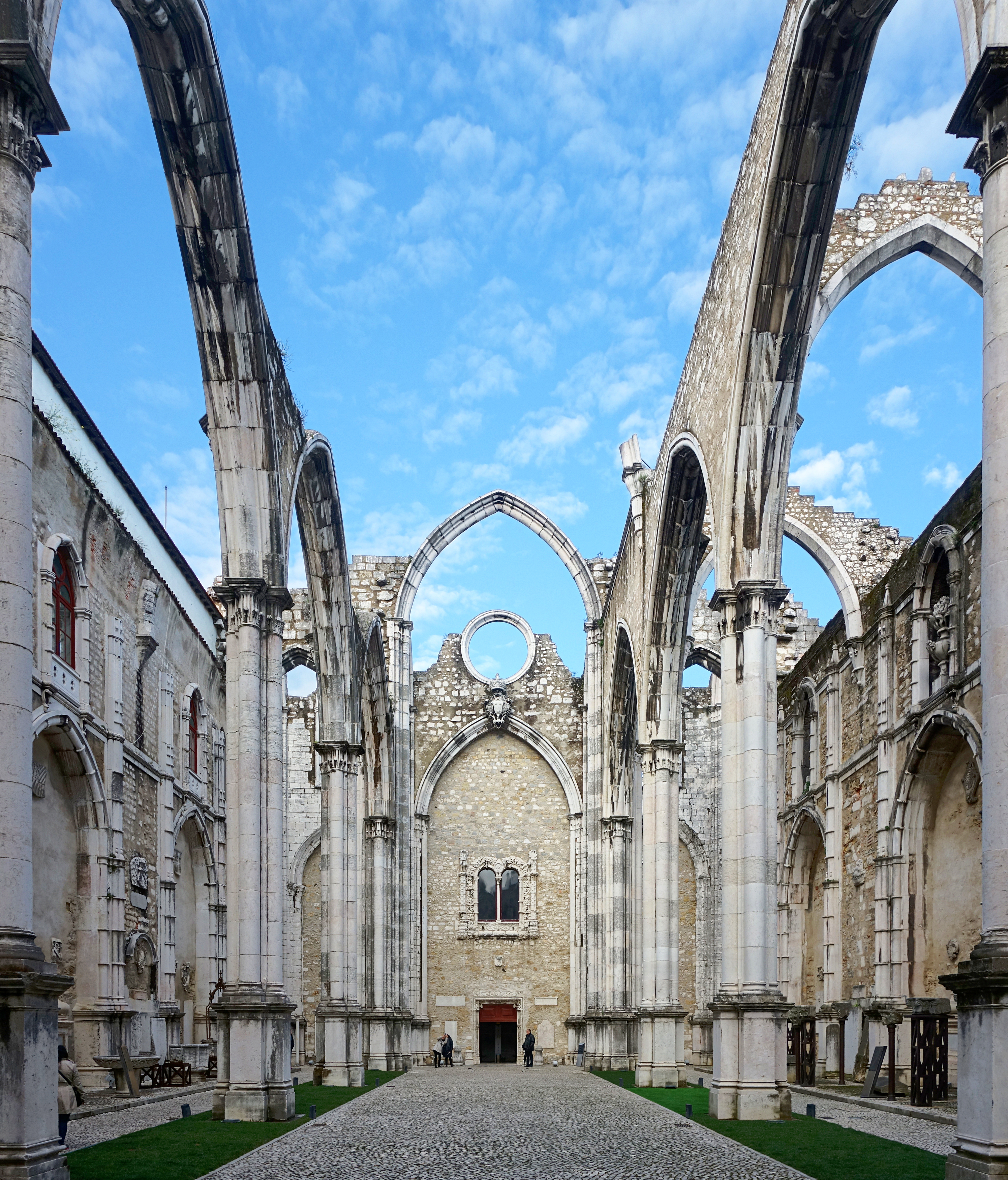
Zříceniny karmelitského kláštera (Convento do Carmo)

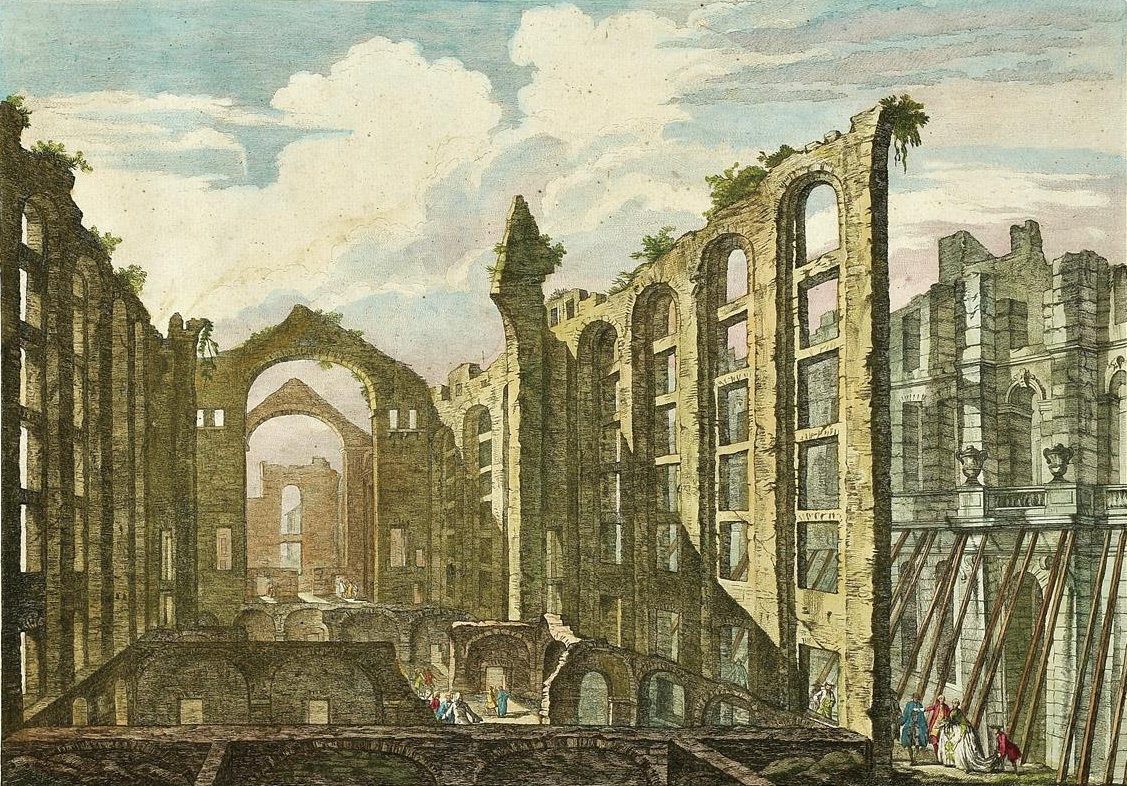
Zříceniny opery v roce 1757

Podle očitých svědků začalo zemětřesení v neděli 1. listopadu v 9.40 hodin na svátek Všech svatých a trvalo tři až šest minut. V zemi vznikaly metrové trhliny a centrum města bylo zničeno. Na mnoha místech vypukly rozsáhlé požáry. Lidé, kteří zemětřesení přežili, se uchýlili do přístavu. Tam zjistili, že moře ustoupilo a odhalilo mořské dno pokryté vraky lodí a ztraceným zbožím. Asi 40 minut po zemětřesení přístav zaplavila vlna tsunami a hnala se korytem proti proudu řeky Tejo. Následovaly ještě dvě menší vlny. Tsunami sice uhasilo požáry, ale jeho síla smetla dosud stojící budovy. V oblastech, které nebyly zasaženy tsunami, zuřily požáry pět dní. Po prvním zemětřesení přišly dva následné otřesy, z nichž každý trval asi dvě minuty.
Při katastrofě zahynulo 60 000 až 100 000 z celkem 275 000 obyvatel Lisabonu a okolí. Zničeno bylo asi 85 % lisabonských budov, včetně královských paláců a knihoven, které byly příklady manuelské architektury 16. století. To, co zemětřesení nezničilo, padlo za oběť plamenům, například velká opera, která byla otevřena 31. března téhož roku. Zničen byl i královský palác Ribeira na břehu řeky Tejo na místě dnešního náměstí Praça do Comércio a s ním i státní knihovna s více než 70 000 knihami a obrazy Tiziana, Rubense a Correggia. Ztratily se také záznamy o výpravách Vasca da Gamy a dalších mořeplavců.
Zničeny byly téměř všechny církevní stavby v Lisabonu, zejména katedrála Santa Maria, baziliky São Paulo, Santa Catarina a São Vicente de Fora, jakož i kostel Igreja da Misericórdia. Dodnes stojí v centru Lisabonu zbytky kláštera Convento do Carmo, které byly ponechány jako připomínka zemětřesení. Při následném požáru shořela nemocnice Hospital Real de Todos os Santos (Královská nemocnice Všech svatých), kde zahynuly stovky jejích pacientů. Ztratila se také socha národního hrdiny a vojevůdce Nuno Álvarese Pereiry.
Nezasaženy zůstaly čtvrtě Alfama a Bairro Alto na vyvýšených částech města.

### Škody na dalších místech
Kromě Lisabonu zasáhlo zemětřesení především města a vesnice na pobřeží Algarve. Asi dvacetimetrová vlna zasáhla severní pobřeží Afriky, kde zahynuly tisíce lidí. Tsunami zasáhlo také Azory, Kapverdy či ostrovy v Karibském moři.
Otřesy způsobily škody i v dalších evropských zemích. Italský spisovatel Giacomo Casanova byl právě ve vězení v benátském Dóžecím paláci a ve svých pamětech popisuje, jak se střecha paláce začala pohybovat. V Lucembursku zahynulo několik vojáků ve zřícených kasárnách. V Nizozemsku a ve Švédsku se utrhly lodě od kotvišť. Třímetrová vlna zasáhla jižní pobřeží Anglie. Zemětřesení bylo zaznamenáno i ve Finsku.
Seismické vlny zablokovaly minerální prameny v českých Teplicích. Po necelé půlhodině však tlak vody zesílil a voda znovu prorazila na povrch s dvojnásobnou vydatností.

## Po zemětřesení

### První opatření

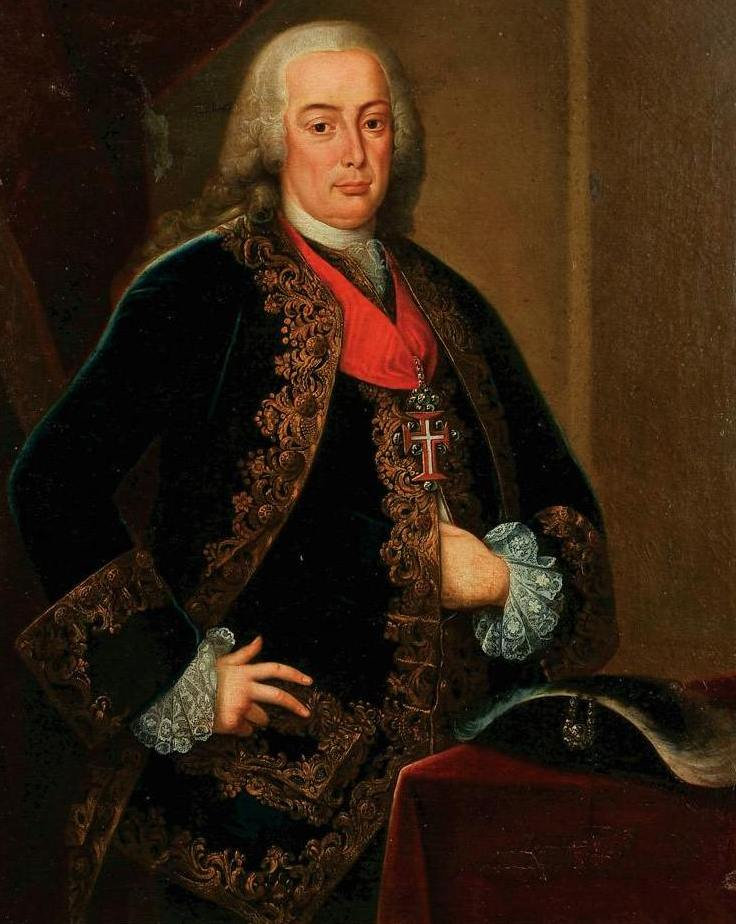
Markýz de Pombal

Zemětřesení přežil první portugalský ministr Sebastião José de Carvalho e Melo (později známý jako markýz de Pombal). Pragmaticky začal organizovat záchranné a rekonstrukční práce. Je mu připisován výrok: "A teď? Pohřbíme mrtvé a nakrmíme živé."
Na hašení požárů nasadil vojáky, další jednotky musely z města odvézt tisíce mrtvol. Aby zabránil vzniku epidemie, nechal těla naložit na lodě a pohřbít do moře, ačkoli to nebylo v souladu s tehdejšími zvyky a katolická církev to neschvalovala.
Na několika významných místech ve městě byly vztyčeny šibenice, které měly odradit lupiče, a 34 lidí bylo popraveno na základě obvinění z rabování. De Carvalho e Melo zmobilizoval armádu, aby město uzavřela a zabránila útěku obyvatel z města. Ti byli nuceni pomáhat při úklidu.
V Evropě panovala s Portugalskem velká solidarita, neboť téměř ve všech velkých evropských obchodních centrech byli obchodníci, kteří měli v Lisabonu své zájmy a obchodní partnery. V Anglii, která měla s Portugalskem úzké obchodní vztahy, schválil parlament nouzovou pomoc ve výši 100 000 liber.

### Rekonstrukce města

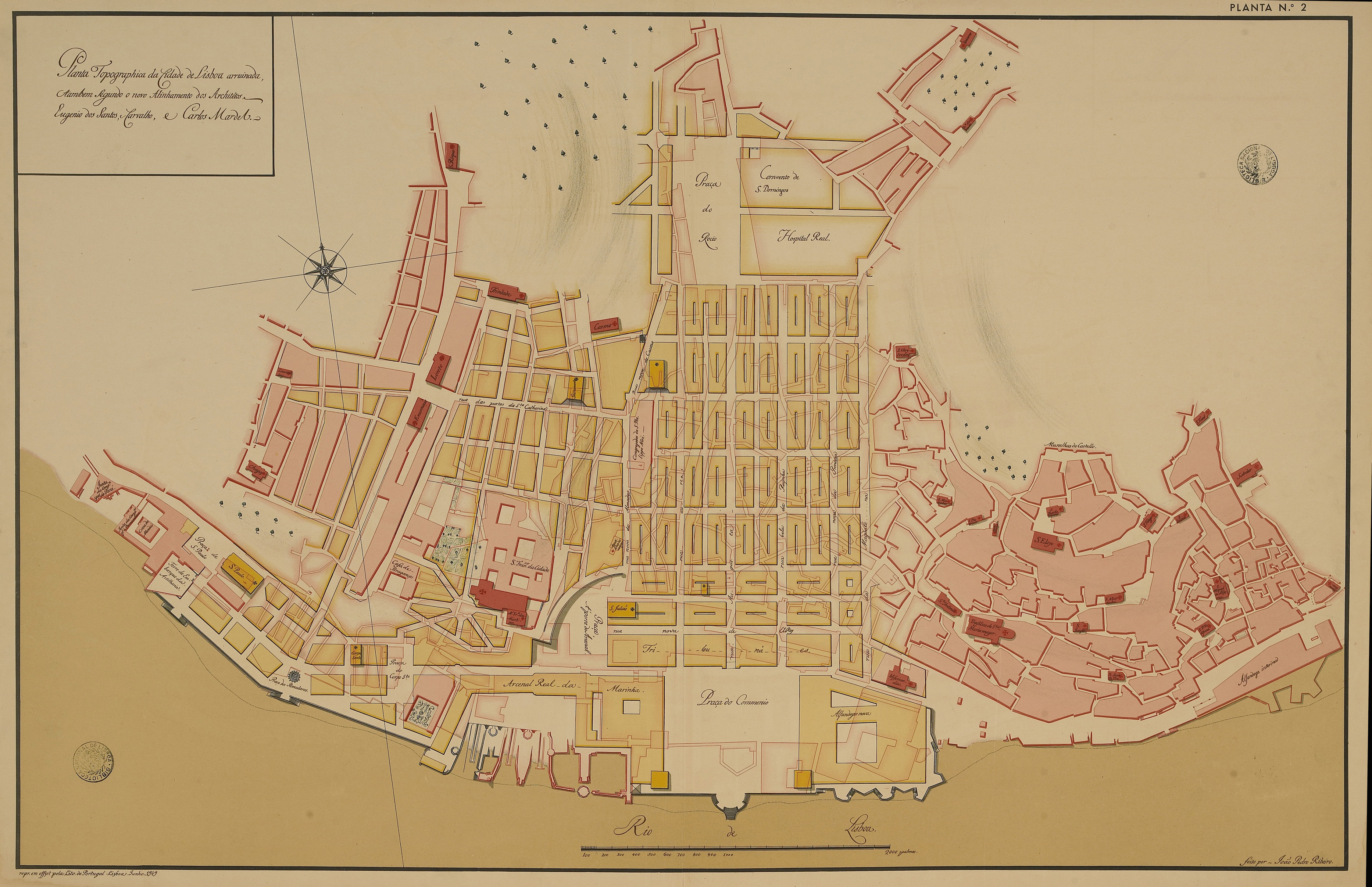
Plán na výstavbu nového Lisabonu z roku 1756

Krátce po katastrofě najal de Carvalho e Melo architekty a inženýry, aby naplánovali obnovu města. Ti se chopili příležitosti a naplánovali nové město velkoryse, s širokými rovnými ulicemi a velkými náměstími. Na otázku, k čemu slouží tak široké ulice, de Carvalho e Melo údajně odpověděl, že jednoho dne budou považovány za malé. Již rok po zemětřesení byl Lisabon zbaven trosek a mohla začít jeho rekonstrukce.
Architekti projektovali budovy odolné proti zemětřesení. Za tímto účelem byly postaveny dřevěné modely domů a vojáci kolem nich pochodovali, aby vyvolali otřesy. Nově vybudované centrum Lisabonu, Baixa Pombalina, je dnes jednou z turisticky nejnavštěvovanější částí města. Pombalův systém byl použit i při přestavbě dalších portugalských měst, například ve Vila Real de Santo António v Algarve.

### Výzkum zemětřesení
První ministr de Carvalho e Melo se postaral nejen o obnovu, ale nařídil také průzkum ve všech farnostech, aby zjistil fakta o zemětřesení a jeho následcích. Ptal se na dobu trvání zemětřesení, počet otřesů, způsobené škody, zvláštní chování zvířat před zemětřesením a pohyb hladiny ve studních. Odpovědi na tyto otázky se dochovaly dodnes a jsou uloženy v národním archivu Torre do Tombo. Jejich studie umožňuje současným vědcům rekonstruovat zemětřesení, což by bez tohoto ministrova průzkumu nebylo možné. Průzkum je považován za počátek moderní seismologie.

### Královská rodina

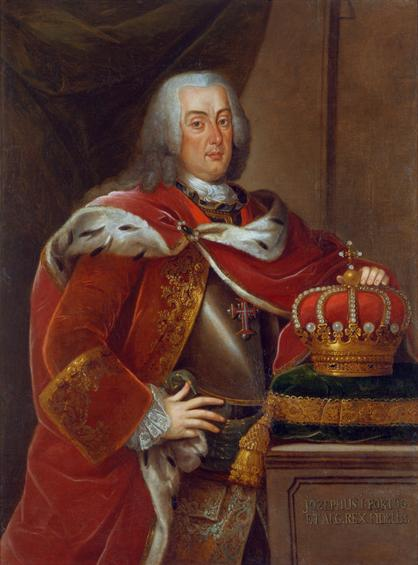
Král Josef I.

Tehdy 41letý král Josef I. a jeho rodina katastrofu přežili jen náhodou. Jedna z královských dcer si přála strávit svátky mimo město. Po ranní mši na svátek Všech svatých opustil král se svým dvorem Lisabon. V době zemětřesení se nacházeli v Santa Maria de Belém, asi šest kilometrů od centra hlavního města.
Po zemětřesení se u krále objevil nekontrolovatelný strach žít mezi čtyřmi pevnými zdmi. Raději si nechal postavit velké stanové městečko v kopcích Ajuda za Lisabonem a pak v něm bydlel. Klaustrofobie se nezbavil do konce života. Teprve po králově smrti nechala jeho dcera Marie I. na místě otcova stanového městečka postavit palác Ajuda.

### Politické změny
Zemětřesení vyvolalo velké změny domácí politice. První ministr de Carvalho e Melo byl v té době chráněncem krále, zatímco stará šlechta na něj pohlížela jako na nižšího šlechtice. De Carvalho e Melo pohrdal šlechtou, kterou označoval za zkorumpovanou a neschopnou konstruktivní činnosti. Zatímco před zemětřesením probíhal mezi ním a aristokracií urputný boj o moc, nyní se situace díky premiérovým kompetencím měnila v jeho prospěch. Král se pomalu vzdaloval šlechtě. Boj o moc vyvrcholil 3. září 1758 neúspěšným atentátem na panovníka, v jehož důsledku byli zlikvidováni někteří Pombalovi protivníci.
V roce 1770, 15 let po zemětřesení, byl prvnímu ministru de Carvalho e Melo udělen šlechtický titul markýz de Pombal.

## Vliv na filozofii
Zemětřesení znovu nastolilo před filozofy a teology starý problém teodicea: Jak mohl všemohoucí a dobrotivý Bůh dopustit tak obrovskou pohromu, jakou bylo lisabonské zemětřesení? Proč zemětřesení zasáhlo hlavní město přísně katolické země, která se snaží šířit křesťanství po celém světě? A proč zrovna na svátek Všech svatých? A proč zemětřesení postihlo mnoho kostelů, ale lisabonská čtvrť červených luceren, Alfama, zůstala ušetřena? Těmito otázkami se zabývali učenci jako Voltaire, Immanuel Kant a Gotthold Ephraim Lessing.
Zemětřesení udělalo velký dojem na mnoho osvícenských myslitelů. Řada tehdejších filozofů se o zemětřesení zmiňuje ve svých spisech, nebo na něj alespoň naráží. Voltaire například napsal Poème sur le désastre de Lisbonne (Báseň o lisabonské katastrofě). Především ho však zemětřesení inspirovalo k napsání románu Candide, který je kousavou satirou na Leibnizovu a Wolffovu filozofii, podle níž je stávající svět nejlepší ze všech možných světů. Německý filozof Theodor W. Adorno v roce 1966 napsal v knize Negativní dialektika, že "lisabonské zemětřesení stačilo k tomu, aby Voltaira vyléčilo z Leibnizovy teodiceje." Mezi Voltairem a Rousseauem se rozvinul spor o optimismus a otázku, co je na světě špatné. Adorno viděl analogii mezi zemětřesením v roce 1755 a holokaustem. Obě katastrofy byly podle něj tak velké, že dokázaly změnit evropskou kulturu a filozofii.
Mladý Immanuel Kant byl zemětřesením fascinován a sbíral o něm všechny zprávy, které se mu podařilo získat. Vydal tři texty o zemětřesení a pokusil se vytvořit teorii o tom, jak zemětřesení vznikají. Předpokládal existenci obrovských jeskyň pod oceánským dnem, naplněných horkými plyny, což bylo později vyvráceno, ale byl to jeden z prvních systematických pokusů vysvětlit zemětřesení přírodními příčinami. Kantovu teorii vznešeného ovlivnila také zkušenost s lisabonskou katastrofou.
Německý literární historik Werner Hamacher tvrdil, že základy filozofie Reného Descarta se po zemětřesení začaly otřásat a že zemětřesení mělo vliv i na slovník filozofie. Často používaná metafora o pevném základu pro filozofovy argumenty se tváří v tvář zemětřesení zvrhla ve frázi.